# Sorex altoensis
Sorex altoensis — вид комахоїдних ссавців з родини мідицевих (Soricidae).

## Таксономічні примітки
Відділений від S. veraecrucis.

## Географічне поширення
Мексика.